# Liktor

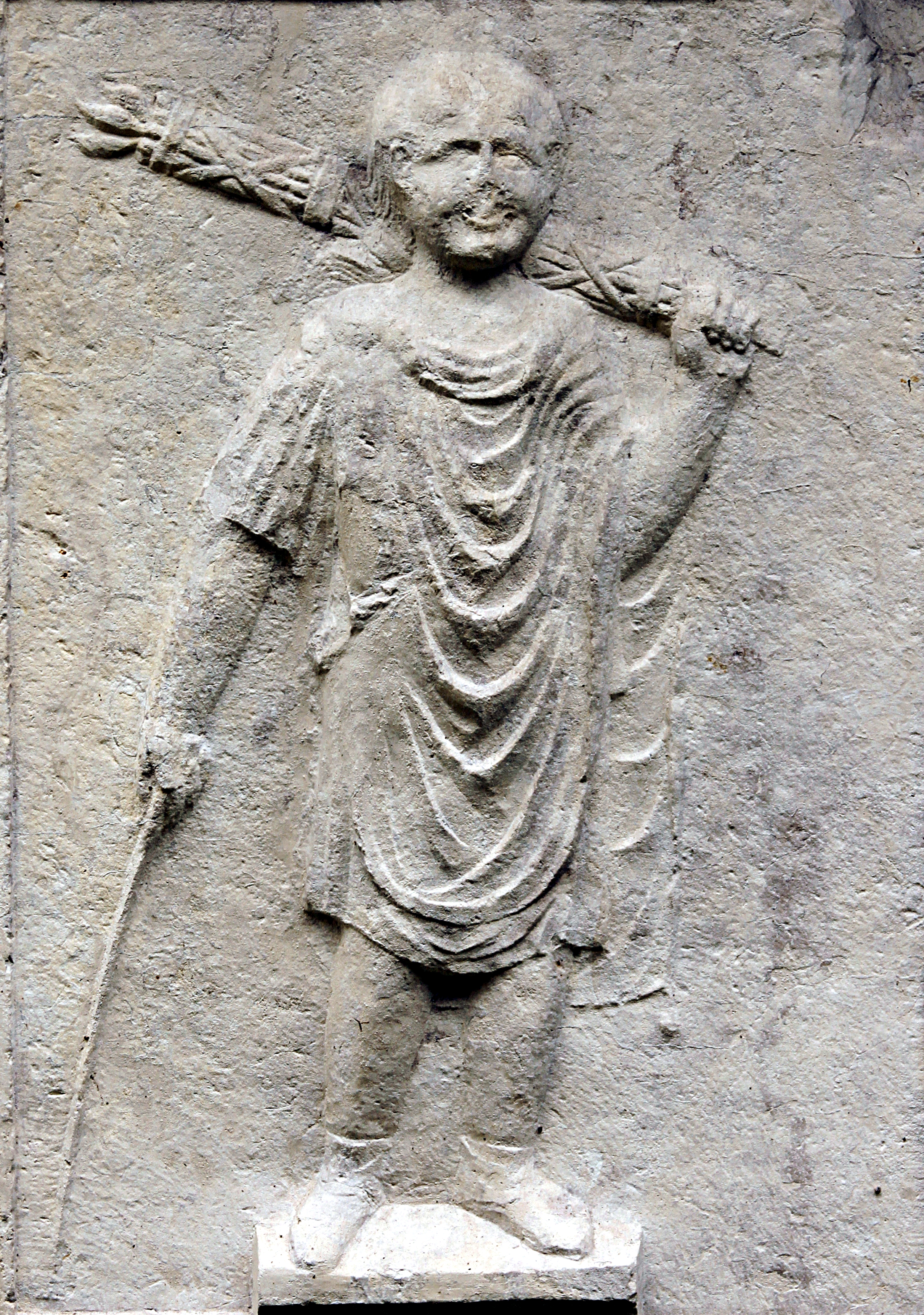
Liktor mit Fasces

Liktoren (lateinisch lictores zu ligare ‚binden‘) waren ursprünglich im Römischen Reich jene Diener, die den König als Leibwache schützen sollten, später Amtsdiener, die den höheren Staatsbeamten mit Imperium (Konsuln, Prätoren, kaiserliche Legaten und Diktatoren) bei öffentlichen Auftritten voranschritten oder sie auch – vergleichbar den heutigen Leibwächtern – umringten. 
Der erste unter den jeweiligen Liktoren hatte den Befehl, den Amtsträger unter keinen Umständen aus den Augen zu lassen. Dies blieb auch so, als die eigentliche Schutzfunktion auf die Prätorianer übergegangen war und die Liktoren verstärkt zeremonielle Bedeutung hatten. Diese Schutzfunktion stellte sich bald, vor allem bei Feldzügen, als zu schwach heraus, weshalb die extraordinarii mit dem Schutz beauftragt wurden. Aus der Verschmelzung der beiden Truppen entstanden schließlich die Prätorianer.
Als Zeichen der Macht des von ihnen begleiteten Amtsträgers und des Römischen Reichs insgesamt trugen sie über der linken Schulter ein Rutenbündel, die fasces. Außerhalb der Stadt Rom wurde in dem Rutenbündel halb verborgen, aber erkennbar ein Beil mitgeführt. Den Brauch, staatliche Macht auf diese Weise öffentlich zu demonstrieren, übernahmen die Römer wahrscheinlich von den Etruskern. Zumindest gibt es bereits in etruskischen Gräbern entsprechende Darstellungen. Der Auftritt römischer Machthaber in Begleitung von Beil und Rutenbündel tragenden Liktoren wurde besonders in eroberten Gebieten gepflegt, um durch das Vorzeigen dieser allseits bekannten Machtsymbole (insignia imperii) Eindruck zu machen. Die Zahl der einem Würdenträger vorausgehenden Liktoren signalisierte seinen Rang: Konsuln beispielsweise wurden von zwölf, Prätoren von sechs (innerhalb Roms von zwei) Liktoren begleitet. Einem Diktator standen 24 Liktoren zu. Da auch die römischen Kaiser Imperium innehatten, standen ihnen, wie den frühen Königen aus der Königszeit und den Konsuln aus der Zeit der römischen Republik, zwölf Liktoren zu. Kaiser Domitian erhöhte ihre Zahl auf vierundzwanzig. Magistrate der Plebejer hatten keinen derartigen Anspruch, jedoch gingen dem Flamen Dialis (Priester des Iuppiter maximus) und den Vestalinnen jeweils ein Liktor voraus.
Für das Liktorenamt wurden meist Freie oder Freigelassene eingesetzt, jedoch keine Sklaven.
Im 20. Jahrhundert wurde das Rutenbündel mit Beil unter anderem zum Symbol des italienischen Faschismus, taucht aber auch im französischen Hoheitszeichen, im Wappen des Schweizer Kantons St. Gallen und im Siegel des Senats der Vereinigten Staaten auf.